# 伍士琪
伍士琪，字伯玉，生卒年不详，蒙古族，云南省阿迷州（今云南省红河州开远市）人。清朝官员。

## 家族
伍士琪出身于开远伍氏，系元朝黄金家族，是元世祖忽必烈之孙宣德王不答失里的后裔。元顺帝时，其始祖为阿迷州达鲁花赤（蒙古语意为“镇守者”），监理军务、掌握地方实权。1368年，明朝政权建立后，其在云南阿迷州的统治地位自然结束，家族遂落籍开远。伍士琪是不答失里第十三世孙。

## 生平
康熙二十年（1681年）八月，伍士琪赴省城参加乡试，喜中举人。此后累年应考会试，终不第，遂踏上仕宦生涯。
康熙三十八年（1699年），调任湖南平江县知县。时邑吏治腐败，政务紊乱，有令不行，有禁不止。百姓乘机拖欠税赋，已成风气。士琪率员深入家户，并不急于追征，晓之以法，动之以情，约期缴纳。期限已到，但仍有很多百姓以各种理由拒交，他再约之与期，民众感激愧疚，按期纳税者日众。士琪许允布粟杂物充值赋税，官为变价，核算赢至分厘以上，悉数还之，不沾民利。从此百姓按期清缴，民赋大集。民间每有诉状到案，士琪非常重视，会即时升堂审理，剖析是非曲直，委曲比喻，陈说利害，化解矛盾。直到两造心服，握手和解后方才退堂。
士琪关心民生，上任伊始，即下乡调研，跑遍平江的山山水水，哪里要建学校、那里要修桥、哪里建漕馆最适宜，都心中有数。不久，浯口、驷马等主要交通要道的桥都新建好了，各乡的学校也修整一新。以前，平邑的漕运基地因陋就简，依水而设，场地逼促，极不方便，故迁徙无常。士琪经实地考察后，选址在县西百里的富华乡濒江处，设立漕馆，创建官庾，并亲自督建。从此，输赋者没有了四十八滩之险的劳碌奔波，节省了大量人力，阖邑称便。时人为纪念他的功劳，将漕馆所在地改名“伍公市”，至今沿袭。并立生祠，肖像祀之。
平江地处湘东北地区，自古是兵家必争之地。由于明末清初长期战乱，人丁减少，田地荒芜，境内大片丘陵山地更是无力开发。士琪高瞻远瞩，于康熙四十二年（1703），招广东、福建客家移民于东南山区垦荒，立名广福舆，编为第二十里。于雍正七年（1729）入籍。像平江这样有计划招募、成建制屯垦、整体解决户籍，在当时历史条件下是独一无二的，它有力地促进了平邑的经济发展。
康熙四十三年（1704），士琪离开任职六年的平江，官泸溪知县。康熙四十五年（1706）擢升桂阳州知州。上任后将兴学重教放在政务首位，时州文庙清冷衰败，学界科举寥落，为振奋文风士气，遂于次年(1707)，筹资鸠工，迁文庙至城东原址，修大成门，建正殿五楹，东西庑各七楹，乡贤祠、名宦祠各三楹。殿台及棂星门累以石，第二年落成，蠲迎先圣及从祀诸主。此后，州内学风日浓。 
士琪爱民如子，体恤民情。临武自唐朝至元朝，历来食淮盐。元末才开始食粤盐，星子圩为销盐总埠。清同治临武县志载；“康熙四十六年（1707年），里民邝义豪等，以临武距星子埠六十里，山路岖崎，跋履维艰。自县城至牛头汾，路止三十里，且有溪水可通，呈请复设牛头汾古埠。”士琪接报后，亲自实地勘定，改粤盐水运，设牛头汾、水东盐埠，以牛头汾为总埠。解决了四州县盐商挑夫的长途艰难之旅，民百余年赖其利。
士琪任桂阳知州八年，呕心沥血，廉政自励，使州城焕然一新。当他从户部浙江司员外郎任上告老还乡，特意绕道经过桂阳时，“州人闻士琪来，父老百里迎谒，羊、酒相属于道，童子皆喜得见伍公。”
康熙五十三年（1714）士琪官山西朔州；康熙五十六年（1717）调任保德州；雍正元年（1723）擢户部浙江司员外郎。宦迹到处，皆有惠政。晚年引疾归故里，置学田、修复开远坝区，造福家乡人民。民德之，立庙以祀。事迹入《湖广通志》、《一统志》。